# アークネット
アークネット(英語名ARCNET：Attached Resource Computer NETwork)は、改良型トークンパッシング式ネットワークの通信プロトコル。ANSI/ATA 878.1 として規定されている。1977年に、アメリカ合衆国のデータポイント社により提唱された。OSI基本参照モデルの物理層とデータリンク層の一部が規定されている。

## 特徴
- リアルタイム性を重視
- 1つのネットワークに255個のノードまで参加可能
- バス、スター、ツリーの形態で柔軟な利用が可能

通信速度は、156.25Kbps～10Mbps。
トークンでデータを運ぶパケットがロングパケット(512byte長)または、ショートパケット(256byte長)で一定となっている。ノード数が一定であれば、ノード間通信の通信速度が確定できる。これにより、リアルタイム性を保証している。また、プロトコルのほかにエラー処理・自動復帰等の機能が実装されたワンチップICが市販されている。このため印刷機やPOSシステムなどの組み込み機器のネットワークとして利用されている。